# Jan Holoubek

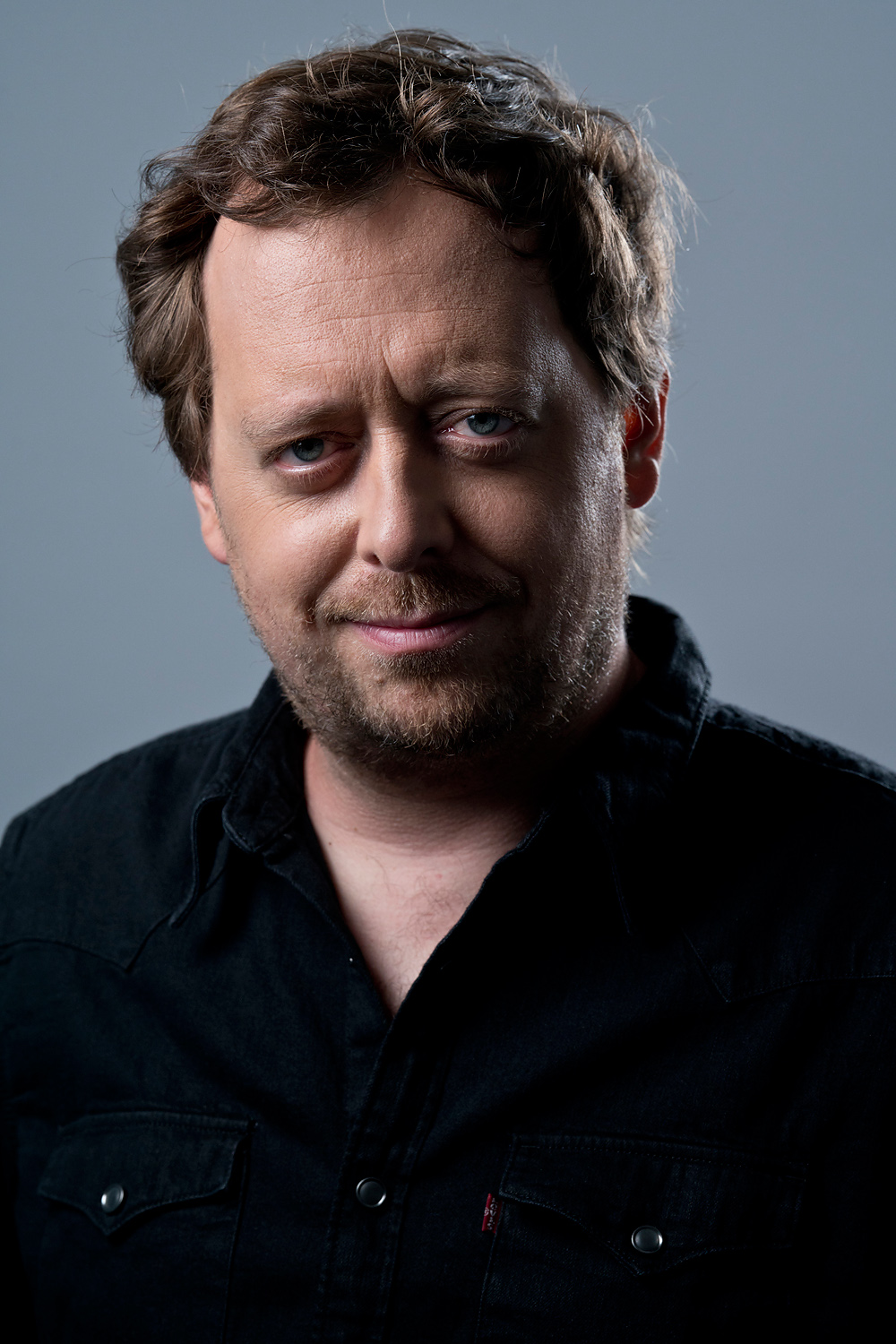
Jan Holoubek (2021)

Jan Holoubek (* 4. März 1978 in Warschau) ist ein polnischer Kameramann, Drehbuchautor und Filmregisseur.

## Leben
Jan Holoubek wurde 1978 in Warschau geboren. Seine Eltern sind die Schauspieler Magdalena Zawadzka und Gustaw Holoubek. Im Jahr 2001 schloss er sein Kamerastudium an der Staatlichen Hochschule für Film, Fernsehen und Theater ab.

## Filmografie (Auswahl)
- 2007: Slonce i cien (Dokumentarkurzfilm, Regie, Drehbuch und Kamera)
- 2007: Odwróceni (Fernsehserie, 7 Folgen, Kamera)
- 2012: Supermarket (Kamera)
- 2014: Pocztówki z republiki absurdu (Dokumentarfilm, Regie und Drehbuch)
- 2015: Prokurator (Fernsehserie, 5 Folgen, Kamera)
- 2018–2021: Im Sumpf (Rojst, Fernsehserie, 11 Folgen, Regie und Drehbuch)
- 2018: Podatek od milosci (Kamera)
- 2020: 25 Jahre Unschuld (25 lat niewinnosci. Sprawa Tomka Komendy, Regie und Drehbuch)
- 2023: Doppelgänger (Regie)

## Auszeichnungen (Auswahl)
Camerimage
- 2020: Nominierung als Bestes Regiedebüt (25 Jahre Unschuld)[2]
- 2023: Nominierung für den Goldenen Frosch im Polnischen Wettbewerb (Doppelgänger)[3]

Polnischer Filmpreis
- 2021: Auszeichnung für die Beste Regie (25 Jahre Unschuld)
- 2021: Auszeichnung als Discovery of the Year (25 Jahre Unschuld)[4]
- 2023: Auszeichnung als Beste Fernsehserie (High Water)[5]

Polnisches Filmfestival Gdynia
- 2020: Auszeichnung für das Beste Regiedebüt (25 Jahre Unschuld)[6]
- 2023: Nominierung als Bester Film (Doppelgänger)
- 2023: Auszeichnung für die Beste Regie (Doppelgänger)[7]

Tallinn Black Nights Film Festival
- 2020: Auszeichnung mit dem Special Jury Prize als Bester Erstlingsfilm (25 Jahre Unschuld)[8]